# Le Prince des voleurs
Pour l’article homonyme, voir Le Prince des voleurs (film).
Le Prince des voleurs (titre original : Herr der Diebe) est un roman pour la jeunesse écrit par Cornelia Funke paru aux éditions Hachette en 2003.

## Résumé
Cette histoire raconte les pérégrinations d'une bande d'enfants vivant seuls à Venise grâce à leurs petits larcins, sous la direction de Scipio, le "Prince des voleurs". Mais tout va basculer quand la tante et mère adoptive de deux d'entre eux, Prosper et Bonifacius, lance à leur recherche un détective  important pour les retrouver après leur fugue. Or, parallèlement, Scipio est contacté avec l'intermédiaire de son principal acheteur du nom de Barbarossa, par un client qui lui offrirait une somme phénoménale, s'il se procurait une chose qui lui manque cruellement. Ces péripéties s'enchaîneront du Palais des Doges au fin fond de la lagune. 
Les enfants devront affronter Victor le détective, la dame qu'ils veulent voler, la tante de Prosper et Bonifacius ainsi que leur mystérieux acheteur. Un best-seller alliant intrigue, mystère et humour.

## Personnages
- Scipio est le Prince des Voleurs, réputé pour avoir forcé tous les grands palais de Venise. C'est lui qui a trouvé à la bande un cinéma désaffecté où ils peuvent dormir. Mais les mystères qui l'entourent sont innombrables.
- Prosper est le grand frère de Bonifacius et l'instigateur de leur fugue. Sa tante voulait s'en débarrasser en le mettant dans un pensionnat. L'idée lui vint de venir à Venise à cause des récits enthousiastes qu'en faisait sa défunte mère.
- Bonifacius, dit Bo, est le très jeune frère de Prosper. Sa mignonne frimousse blonde avait séduit sa tante qui voulait le garder auprès d'elle pour "décorer".
- Victor est le détective privé engagé par la tante de Prosper et Bo. Mais la vie n'est pas tous les jours roses quand il doit poursuivre cette bande de gamins insaisissables.
- Esther Hartlieb est la tante de Prosper et Bonifacius, elle est excédée par les idées que sa sœur leur a transmises; elle devine immédiatement le lieu de fuite des deux jeunes garçons.
- Le Comte est le mystérieux client de Scipio, d'autant plus mystérieux que la pièce qu'il convoite n'est qu'une grossière aile de bois, sans grande beauté, pour qui il est prêt à dépenser une fortune.
- Ida Spavento est une femme énergique que doivent cambrioler les enfants pour le compte du Comte. Mais elle ne se laissera pas dépouiller sans contrepartie.
- Moustique est la seule fille du groupe de voleurs, elle reste discrète mais très importante dans l'histoire. Elle va protéger Bo pendant un long moment.

## Traductions
Ce livre a été traduit dans de nombreuses langues dont
- en anglais en 2002 sous le titre The Thief Lord

## Adaptations

### Film
Dès 2005 est sorti en anglais un film adapté du livre sous le titre The Thief Lord. Coproduction de la Warner Bros. Son réalisateur était Richard Claus.
Avec dans les rôles principaux :
- Ida :  Caroline Goodall
- La Mère supérieure : Margaret Tyzack
- Prosper : Aaron Johnson
- Bo : Jasper Harris
- Scipio : Rollo Weeks
- Hornet :  Robert Scipion
- Riccio :George MacKay
- Mosca : Lathaniel Dyer
- Victor : Jim Carter
- Barbarossa : Alexei Sayle

Il est sorti en Allemagne le 5 janvier 2006 en version allemande sous le titre Herr der Diebe.

### Théâtre
Une adaptation théâtrale fut jouée au Jungen Theater à Bonn en 2004.